# Существа в Мифах Ктулху

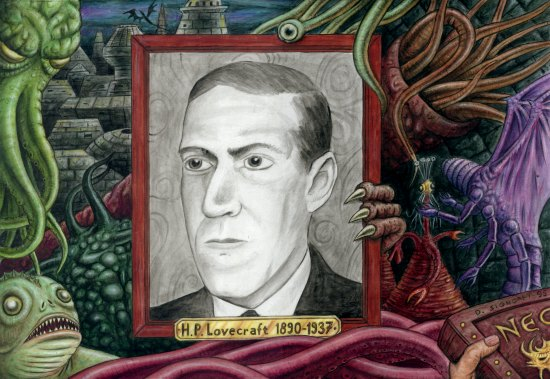
Лавкрафт — создатель «Мифов Ктулху». Художник Доминик Синьоре

Существа в «Мифах Ктулху» (англ. Cthulhu Mythos beings) — это вымышленные существа в произведениях американского писателя Говарда Филлипса Лавкрафта и последователей «Мифов Ктулху». В рассказе «Зов Ктулху» Лавкрафт впервые описывает Ктулху, который обладает чрезвычайно аномальными свойствами. Август Дерлет ввел термин «Мифы Ктулху», который уже в самом названии указывает на инопланетян Лавкрафта. Последователи «Мифов Ктулху», как при жизни Лавкрафта, так и позже, вдохновлялись его работами и создавали сотни своих существ в «Мифах Ктулху».       
Нет никакой центральной системы, списков и координации для этих существ либо надзора за «Мифами Ктулху» в целом. Стать частью «Мифов Ктулху» могут существа на основе личного мнения писателей, которые имеют определенные элементы «Лавкрафтовских ужасов» — что иногда вызывает споры. В эту категорию входят все существа (разумные, неразумные, земные, внеземные), которые были описаны или классифицированы как большая популяция. Это означает, что они имеют единый, уникальный, развивающийся генофонд; и признаки существ из Иных миров, где действуют другие законы природы. В некоторых случаях существо описано как «Древний», — они являются, скорее, необычными представителями собственного вида, нежели Древними богами либо связаны с ними.       
Лавкрафт описывает нечеловеческих существ, антропоидов, сказочных существ, нечисть и инопланетян. Среди пришельцев: Старцы, Шогготы, Ми-го, Потомки Ктулху, Великая раса Йит, Летающие полипы, Йекубеанцы, Шамблеры и другие. Тревожная, «ползучая» проза Лавкрафта пробуждает ощущение «Космического ужаса», поэтому читатели питающие интерес к неведомым монстрам охотно цепляются за его работы. Лавкрафт также вдохновлялся работами других писателей и фантастическими журналами, такими как «Weird Tales». Лавкрафт постоянно переходит от описания одних экзотических существ к другим и они почти никогда не повторяются, хотя, некоторые имеют определенные сходные черты. Однако, у Лавкрафта всегда есть отличия. Всего Лавкрафт упоминал около 150 существ.

## Описание
В ранних произведениях Лавкрафт описывает нечеловеческих и сказочных существ: «Дагон», «Полярная звезда», «Карающий Рок над Сарнатом» и «Безымянный город». Лавкрафт развил пугающую идею о том, что люди произошли от древних рас существ. В повести «Тень над Иннсмутом» описывается история межвидового скрещивания людей с Глубоководными: их дети рождались с чертами людей и амфибий, которые поклоняются божествам Дагону и Гидре. Эти существа слишком могущественны, чтобы люди могли их победить и настолько ужасны, что одно только знание о них повлечет безумие. Лавкрафт описывает туманные мифы об этих сущностях, но не доводит историю до преждевременного конца и не нарушает интригу. В этой роли Лавкрафт использует сектантов, которые со своих слов пересказывают сведения о своих «богах» и чудовищах в разбавленной форме. Это даёт возможность персонажам одержать победу и спасти человечество от гибели на какое-то время. Но культы существуют и на других планетах, поэтому х религия никогда не исчезнет. Лавкрафт часто использует для описания существ аллегории, а иногда указывает на созвездия.           
В центральных произведениях Лавкрафт описывает нечисть одновременно разных форм. Эти существа появляются в определённых магических местах: на ритуалах, холмах, в подземельях, среди руин и т.п.. В рассказе «Герберт Уэст — реаниматор» Лавкрафт впервые в истории изобрел зомби в их современном виде: как оживленные инъекцией препарата мертвецы. Другие существа обитают группами возле мест, где живут их потомки, которые сами находятся под влиянием сверхъестественных сил. Они живут как «дикари» в изоляции, ближе к их истинным корням, но в произведениях Лавкрафта это означает ближе к Ктулху. В рассказах «Затаившийся Страх» и «Праздник» приводится описание подземных туннелей или улиц, которые тянутся к центру на холме, подобно осьминогу, хотя это название не звучит.              
В поздних произведениях Лавкрафт описывает инопланетян: у них чрезвычайно аномальная структура, части тел разных животных; они застряли меж миров, поэтому в их случае перемешивается органика и материя, и они вообще не возможны в нормальном мире. Они имеют физические свойства, что человеческий разум обработать не способен.  При этом, Лавкрафт описывает у нечеловеческих существ черты хорошо известных организмов из учебников. Также у них имеются человеческие (или частично человеческие) прислужники; Например, Ктулху почитают эскимосы Гренландии и вуду Луизианы, и во многих других частях мира. Внеземные существа представляют угрозу для человечества. Мы побеждаем лишь на время. Лавкрафт разработал мифологию инопланетян, связанную с Древними богами, тайными культами, языком Акло, многомерным Р'льех. Также у них имеются человеческие (или частично человеческие) прислужники; Например, Ктулху почитают эскимосы Гренландии и вуду Луизианы, и во многих других частях мира. Персонажи испытывают разрушающие разум последствия при столкновении с чем-то немыслимым, что существует за пределами воспринимаемой ими реальности.              

Лавкрафту не нравились слишком человеческие изображения инопланетян и его целью было создание пришельца, который бы являлся поистине инопланетной формой жизни. Спрэг де Камп пишет, что его очень раздражала стереотипная манера изображения инопланетян в фантастике: в первую очередь из-за человекоподобности. Лавкрафт заявлял, что только Стэнли Ванбаум писал по-настоящему «Иных» инопланетян. Он высказался об этом в письме Фарнсворту Райту (письма 2.284):

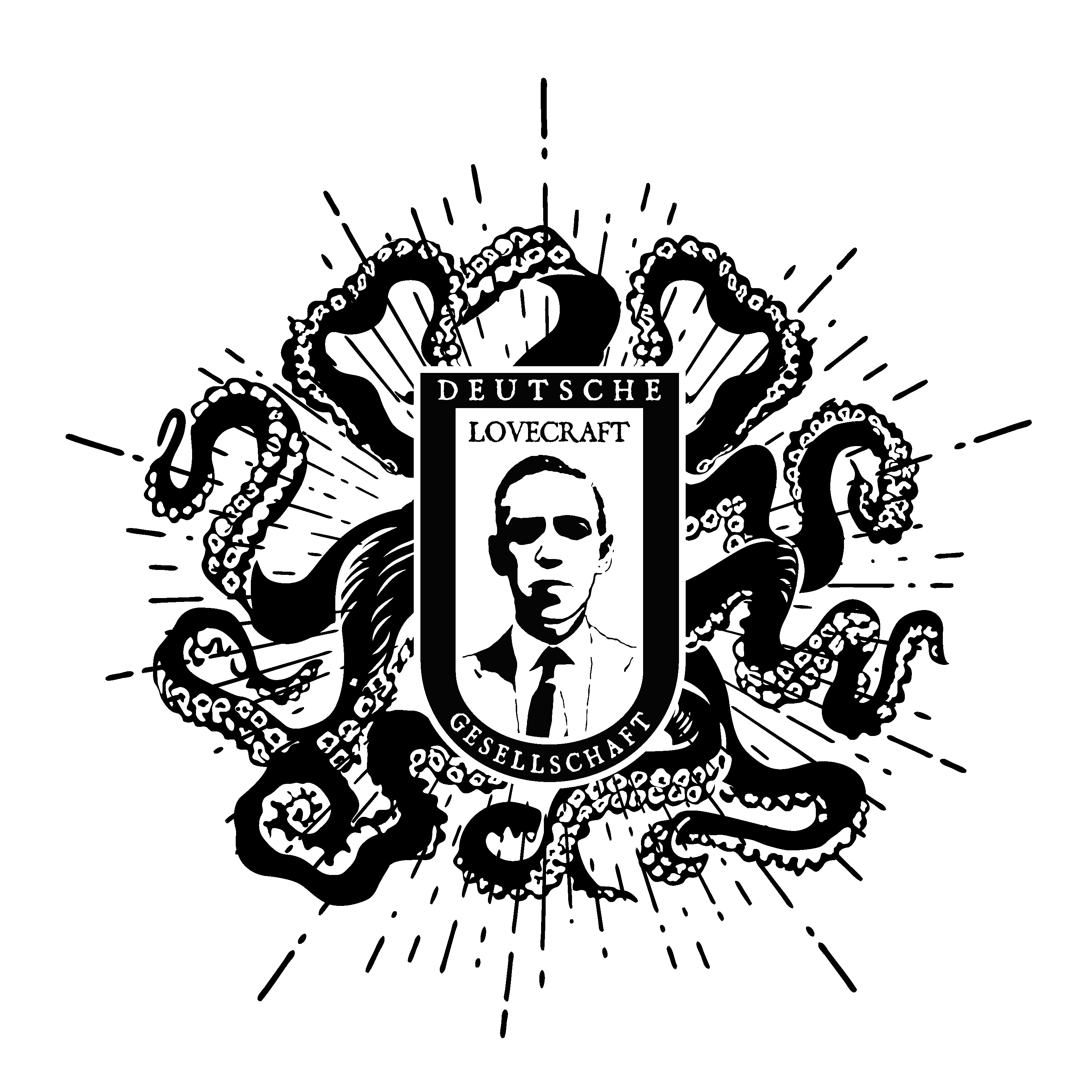
Логотип фан-клуба

Если бы я писал «межпланетную» историю, то посвятил её существам, устроенным совсем не так, как наши млекопитающие, и наделил их мотивами, совершенно чуждыми всему, что мы знаем на Земле, — точная степень отчуждения зависит, конечно же, от места действия, будь то Солнечная система или совершенно необитаемые бездны — безымянные вихри невиданных во снах странностей, где форма и симметрия, свет и тепло, даже материя и энергия сами по себе, могут обрести немыслимые метаморфизы либо совершенно необязательны. Я лишь коснулся грани этого в «Ктулху», где я проявил осторожность, дабы избежать лингвистических названий земного рода и штампов для существ Извне, которых я представил. Думаю, удалось, но поддержат ли это читатели? Это все, что они, вероятно, получат от меня в будущем, за исключением земных сцен действий.Оригинальный текст (англ.)If I were writing an 'interplanetary' tale it would deal with beings organized very differently from mundane mammalia, and obeying motives wholly alien to anything we know upon Earth—the exact degree of alienage depending, of course, on the scene of the tale; whether laid in the solar system, or the utterly unplumbed gulfs still farther out—the nameless vortices of never-dreamed-of strangeness, where form and symmetry, light and heat, even matter and energy themselves, may be unthinkably metamorphosed or totally wanting. I have merely got at the edge of this in 'Cthulhu,' where I have been careful to avoid terrestrialism in the few linguistic and nomenclatural specimens from Outside which I present. All very well—but will the readers stand for it? That’s all they're likely to get from me in the future—except when I deal with definitely terrestrial scenes.

В рассказе «Из глубин мироздания» Лавкрафт впервые описывает идею его внеземных существ:

Вы думали, что ультрафиолет невидим. Это так и есть. Но теперь вы можете видеть их и многих других невидимых существ... Но нельзя забывай о том, что они вас увидят тоже... Внезапно я сам стал обладателем своего рода расширенного зрения. Я почувствовал, как огромные живые тела касаются, а некоторые даже просачиваются сквозь меня. Это было нечто знакомое, точнее, что-то неестественно наложенное на привычную окружающую действительность, подобно тому как кинокадр проецируется на расписной театральный занавес... Пространство, свободное от привычных глазу вещей, было до отказа заполнено неописуемыми живыми и неживыми формами, сплетающимися друг с другом в отвратительные клубки, а возле каждого знакомого предмета кишели сонмы непостижимых чужеродных существ. Казалось, все земные предметы вступали в сложные взаимодействия с чужеродными – и наоборот. Среди живых объектов выделялись желеобразные, чернильного цвета чудовища, извивавшиеся в унисон с вибрацией машины. Они кружили вокруг в пугающем изобилии и я с ужасом смотрел на то, как они сливались и разделялись, – их текучесть позволяла им просачиваться сквозь что угодно, даже сквозь тела, которые кажутся твердыми. Эти существа не стояли на месте, а неустанно плавали во всех направлениях, как если бы были одержимы какой-то зловещей целью. Временами они пожирали друг друга – атакующий стремительно бросался к жертве, и через мгновение та бесследно исчезала.Оригинальный текст (англ.)You thought ultra-violet was invisible, and so it is—but you can see that and many other invisible things now.... At another time I felt the huge animate things brushing past me and occasionally walking or drifting through my supposedly solid body...Suddenly I myself became possessed of a kind of augmented sight. Over and above the luminous and shadowy chaos arose a picture which, though vague, held the elements of consistency and permanence. It was indeed somewhat familiar, for the unusual part was superimposed upon the usual terrestrial scene much as a cinema view may be thrown upon the painted curtain of a theatre... But of all the space unoccupied by familiar material objects not one particle was vacant. Indescribable shapes both alive and otherwise were mixed in disgusting disarray, and close to every known thing were whole worlds of alien, unknown entities. It likewise seemed that all the known things entered into the composition of other unknown things, and vice versa. Foremost among the living objects were great inky, jellyish monstrosities which flabbily quivered in harmony with the vibrations from the machine. They were present in loathsome profusion, and I saw to my horror that they overlapped; that they were semi-fluid and capable of passing through one another and through what we know as solids. These things were never still, but seemed ever floating about with some malignant purpose. Sometimes they appeared to devour one another, the attacker launching itself at its victim and instantaneously obliterating the latter from sight.

Лавкрафт описывает несколько рас инопланетян, среди которых: похожие на луч Скитальцы, газообразные разумы, чудовища с частями тел разных животных, бочкообразные Старцы, осьминогоподобные Потомки Ктулху, аморфные Шогготы, крылатые крабы-грибы Ми-Го, конусовидная Великая Раса Йит, бессознательные Летающие полипы, червеобразные Йекубианцы, межпространственные Шамблеры и другие. Одни существа достигли технического прогресса, а другие неясно разумны или нет, так как их поведение характерно для обычных паразитов. Лавкрафт связывает вид инопланетян с необычными условиями на их планетах. Они просачиваются в наш мир из иного измерения, где другие законы физики и имеют чуждые для нашего мира свойства. Поэтому они имеют уязвимости, конфликтующие с законами природы нашего мира. Эти существа «Извне» источают едкое зловоние и на них агрессивно реагируют животные (как на нечисть).
В рассказе «Ужас Данвича» (1928) впервые приводится детальное описание инопланетян. Лавкрафт описывает процесс мгновенного разложения тела, исчезающего без следа — этот прием станет популярным в культуре. Мы узнаём о связи существ Извне, магии, космоса, Древних богов, тайных знаний прямо из «Некрономикона». В повести «Шепчущий во тьме» (1930) мы узнаём как глубоко история пришельцев вплетена в нашу мифологию. Человечеству отведена незначительная роль в хаосе, происходящем в космосе, который населяют невообразимые существа. Инопланетяне поклоняются Древним богам, а некоторые даже отслеживают их деятельность на других планетах. В повести «Хребты Безумия» (1931) появляется описание сразу нескольких инопланетян, которые конфликтуют между собой за право господства на планетах. Мы узнаем про случайный акт создания человеческого вида пришельцами. 
Лавкрафт не ограничивался списком существ или кастами, — напротив, его миры полны хаоса. Присутствие инопланетян остается тайной не только для героев, но и для читателя. Ни их мотивы, ни цели, ни прошлое не раскрываются. В своем уникальном художественном стиле для Лавкрафта была важна подача мифов о внеземных существах, а не строгая структура, что преждевременно раскрывала бы интригу. По части общих сведений Лавкрафт приводит лишь разрозненные, обрывочные и туманные описания, сохраняя до конца все секреты в тайне, без скрупулёзных разъяснений, —  так, чтобы читатели могли гадать.
Инопланетяне появляются в произведениях Лавкрафта: «За стеной сна», «Из глубин мироздания», «Зову Ктулху», «Цвет иных миров», «Шепчущий во тьме», «Хребты Безумия», «За гранью времён», «Врата серебряного ключа», «Вызов извне», «В стенах Эрикса», «Окно в мансарде», «Пришелец из космоса», «Ночное братство».
Последователи «Мифов Ктулху» посвятили множество произведений инопланетянам Лавкрафта, которые вошли в различные сборники, такие как «Цикл Глубоководных», «Цикл старцев», «Цикл Ми-Го» и подобные.

## Существа Лавкрафта
| Название                                    | Название на английском                | Описание | Произведение                              |
| Ранние произведения                         | Ранние произведения                   | Ранние произведения | Ранние произведения                       |
| ------------------------------------------- | ------------------------------------- | --- | ----------------------------------------- |
| Руководящий Демон                           | Presiding daemon                      | Сновидец слышал Зов мертвых и шел, словно, направляемый его невидимой рукой. | «Склеп»                                   |
| Дриады                                      | Dryads                                | Хозяйки леса, где растут гротескные корявые дубы. Исполняют дикие танцы в бьющихся лучах убывающей луны. | «Склеп»                                   |
| Морские существа                            | Marine things                         | Морские существа, определенный род людей или амфибии, которые резвились, как рыбы в подводном гроте и поклонялись монолиту под волнами. Дьявольски человекоподобные, несмотря на перепончатые руки и ноги, неестественно широкие и отвислые губы, стеклянные выпученные глаза и другие особенности. | «Дагон»                                   |
| Люди Ленга                                  | Men of Leng                           | Народ обитающий на плато Ленг. В повести «Сомнамбулический поиск неведомого Кадата» говорится про почти-людей Ленга. | «Полярис»                                 |
| Ломарцы                                     | People of Lomar                       | Странно одетые граждане, но вместе с тем благородные, рослые и сероглазые, бородатые суровые мужья. В повести «Сомнамбулический поиск неведомого Кадата» приводится описание Ломарцев как волосатых существ с несколькими парами ног. | «Полярис»                                 |
| Инуты                                       | Inutos                                | Злобные, низкорослые, желтые враги, которые нападали на Ломар. Сильны в военном искусстве и не признавали правил чести. | «Полярис»                                 |
| Гнопх-кехи                                  | Gnophkeh                              | В других переводах Гнопкеи, Гнофкеи, Гнофкес — волосатые длиннорукие каннибалы, которые жили в землях на юг от Зобны. | «Полярис», «Ужас в музее», «Курган»       |
| Скиталец                                    | Roamer of vast spaces                 | Внеземной разум, эфирная сущность путешествующая по космосу. Может вселиться в других существ. Появился как луч со сверкающей аурой. Называл себя «Брат во свете». Говорит, что ему ведомы тайны бодрствующему земному «я» об истинном «я». Скитальцы проникают сквозь время и пространство и живут в разных бесчисленных веках. Его враг — Алголь, Звезд-Демон. Он противостоял ему, ощущал его воздействие и притяжение. Оказался заперт в теле человека, пока тот не умер. | «За стеной сна»                           |
| Джинн                                       | Genie                                 | Сошел с Луны в Стране снов, интересовался людьми, поскольку забыл их вид. Стар по меркам космоса и многое не помнил. | «Память»                                  |
| Демон Долины                                | Daemon of the Valley                  | «Память», «Тот, кто помнит всю историю», знал о прошлом больше Джинна, но и сам был слишком стар, чтобы помнить все. | «Память»                                  |
| Лати                                        | Lathi                                 | Жуткий фантом, что повелевает демонами в Таларионе. | «Белый корабль»                           |
| Безмолвные                                  | Voiceless Ones                        | На редкость уродливые существа из города Иб, которые пришли с Луны. Их облик поражал грубостью и отталкивающей необычностью форм, что характерно для существ, появившихся на свет во время зарождения мира. У них зеленые, рыхлые, как у желе, тела, очень выпуклые глаза, толстые отвислые губы и уши совершенно необычной формы. Они устраивали жуткие пляски под Луной и поклонялись зеленому каменному идолу Бокруга. | «Карающий Рок над Сарнатом»               |
| Нечеловеческая сущность                     | Inhuman thing                         | Потусторонняя сущность колдуна, его голос был низким, вязким, глухим, отдаленным, замогильным, нечеловеческим и бесплотным. | «Показания Рэндольфа Картера              |
| Кошки Ултара                                | Cats of Ulthar                        | «Душа Египта», хранитель легенд забытых городов Мероэ и Офира. Кошка — родственница царя джунглей и наследница тайн седой Африки. Сфинкс — двоюродный брат кошки; они говорят на одном языке, но кошка древнее и помнит то, что Сфинкс забыл. После ритуала кошки растерзали горожан мучавших животных. | «Кошки Ултара»                            |
| Забытые существа                            | Forgotten things                      | Люди-амфибии. Человек умер и был выброшен за борт, а в море ожил и возглавил группу амфибий. | «Храм»                                    |
| Человекообразные гибриды                    | Anthropoid hybrids                    | Существа-гибриды, белые человекообразные обезьяны, построившие город на реке Конго. | «Артур Джермин»                           |
| Фиалковый газ                               | Violet gas                            | Сущность в неведомом пространстве, где отсутствует форма, за пределами того, что он назвал бесконечностью. Светящийся газ изучает тайну жизни. Ранее ничего не слышал о планетах и живых организмах. | «Селефаис»                                |
| Существа                                    | Things                                | Нематериальные, желеобразные, чернильного цвета чудовища из Иного измерения. Они все время рядом с нами, их можно увидеть с помощью спец оборудования. Проявляются в калейдоскопическом видении, кружат в изобилии, сливаясь друг с другом, а их текучесть позволяет им просачиваться сквозь твердые тела. Неустанно плавают во всех направлениях, одержимые некой зловещей целью. Пожирают друг друга. Они пожирают и растворяют. Проникают из мира в мир, сеят смерть и безумие. | «Из глубин мироздания»                    |
| Тени                                        | Shadow                                | Силуэты нечеловеческих существ. Сидели на корточках у голов людей. | «Ньярлатхотеп»                            |
| Демон Жизни                                 | Daemon Life                           | Сущность в Стране снов, которое наделяет даром жизни души тех, кто пребывает в мире неживых. | «Забвение»                                |
| Рептилии                                    | Reptile                               | Архидревняя раса населявшая Землю в доисторические времена. Очень уродливые. Есть в их чертах нечто от крокодила и тюленя. Размером с человека маленького роста. Передние конечности завершаются мелкими стопами. Черты из голов похожи на кошку, бульдога, мифического Сатира и потомков Адама. Огромный выпуклый лоб, рога, крокодилья челюсть, а нос отсутствует. Их одеяния увешаны украшениями из золота, драгоценных камней и неизвестных блестящих металлов. | «Безымянный город», «За гранью времен».   |
| Наяды                                       | Naiads                                | Извивались, скользили, парили в воздухе у храма Артемиды. Одетые в белое духи болот медленно возвращались домой к незыблимым топям и развалинам на островке. | «Лунная топь»                             |
| Фантом                                      | Phantom                               | Герой представлен как фантом, наделённым особыми силами. | «Изгой»                                   |
| Тень                                        | Shadow                                | Некая сущность или звезда в созвездии Северной Короны, которую боялись сновидцы. | «Гипнос»                                  |
| Гигантский монстр                           | Monstrous gigant                      | Невероятный гигант, обитает в океане Страны снов. Герой принял его за руины затонувшего города, но на самом деле риф был черной базальтовой короной гиганта. | «Что вызывает Луна»                       |
| Морские Нимфы                               | Sea-nymphs                            | Без описания | «Азатот»                                  |
| Центральные произведения                    |                                       | |                                           |
| Мертвецы                                    | Dead                                  | Реанимированные с помощью инъекции раствора. «Проклятые из ада», «твари», «существа из склепа», «молчаливые бредущие», «безмолвные монстры». Изуродованные изверги издают адский крик, словно, сама преисподняя разверзлась, исторгнув стенания проклятых. Когда ими овладевает голод, не знают пощады, демонически свирепые. Иссиня-черные призраки с остекленевшими глазами. Избивали и рвали зубами всех. Их очертания человеческие в разной степени, а некоторые вовсе нечеловеческие. | «Герберт Уэст — реаниматор»               |
| Пёс                                         | Hound                                 | Похожа на амулету из нефрита в виде крылатой собаки или сфинкса с полусобачьей головой. Бесформенная чёрная тень, чёрный силуэт, вызывает порыв ветра. | «Пёс»                                     |
| Затаившийся страх                           | Lurking Fear                          | Омерзительные, изъеденные проказой, порождения ночи; фантазмы, мутации гуля, что роют кротовые норы; уродливые, волосатые, карлики остановившиеся в развитии; ни то черти, ни то обезьяны. Это была чудовищная дьявольская карикатура на обезьянье племя. Обезьяноподобные чудовища были похожи на демоническую карикатуру на род людской, конечный результат дегенерации человека. Один глаз был голубой, а другой карий — как у семьи Мартенс. Их называли «Громовой дьявол». | «Затаившийся Страх»                       |
| Демон свинопас                              | Daemon swineherd                      | Белобородый демон, явился рассказчику во сне, гонял крыс и человеческих мутантов. | «Крысы в стенах»                          |
| Неименуемое                                 | Unnamable                             | Аморфное существо. Оно повсюду, как желе или слизь. И в то же время оно имеет тысячи очертаний, которые далеки от всех описаний. Там были глаза и в них порча! Это была какая-то бездна или пучина, воплощение высшей мерзости! Оно появилось на свет в XVII-XVIII веке. Коттон Мазер указывает на фигуру зверя и дурной глаз. | «Неименуемое»                             |
| Существо с дурным глазом                    | The thing with the blemished eye      | Гибрид человека и зверя, который породил на свет адский зверь. У него есть рога и копыта, а также когти, как у обезьяны. | «Неименуемое»                             |
| Крылатые гибридные твари                    | Hybrid winged things                  | Крылатые гибриды, прилетели на мелодию флейты из Тартарских лиг. Похожи на вампиров, воронов или Гарпий. | «Праздник»                                |
| Аморфный флейтист                           | Amorphous flute-player                | Существо сопровождало процессию существ из Загробного мира. Не показывалось на глаза. | «Праздник»                                |
| Вампир                                      | Vampire                               | Питался жизненной силой, полуматериальный. Человек становился одержим им, меняясь в лице. Разросся до размеров гиганта в земле под домом, вокруг него росли грибы и плесень, что принимали форму тела человека, а из подвала исходил желтый дым. Его жертвы бредили на французском языке и умирали от малокровия. | «Заброшенный дом»                         |
| Фосфоресцирующая тварь                      | Phosphorescent thing                  | Обнажённая тварь, морская ведьма. Идиотски хихикала на троне, а сектанты носили её на руках и возвели ей трон. Реанимировала мёртвых. У неё тонкие и длинные когти. Поклонялась Лилит. Плавала в тоннелях под городом и появилась на ритуале под церковью. Хотела распространив болезни по сети каналов. | «Ужас в Ред Хуке»                         |
| Инкубы, суккубы, Козы, Эгипаны, Фавны       | Incub, Succub, Goat, Aegipan, Faun    | Без описания | «Ужас в Ред Хуке»                         |
| Краснокожие индейцы                         | Redneck indians                       | Призраки краснокожих индейцев, полудикие полукровки, могли путешествовать во времени. С горящими неисчислимыми глазами в лучах мерзкого черного потока. | «Он»                                      |
| Собакоподобные твари                        | Dog-like things                       | У них слепые собачьи морды и клыки, они остаются двуногими, но неуклюже склоняются вперед, а структура их тканей отчасти напоминает резину. Ходят группами, дерутся за добычу. Запрыгивают ночью в окно и сидят на груди своей жертвы на корточках, вонзив зубы в глотку. Лицо ведьмы было похоже на их морды. Художник Пикман изобразил на картине превращение человека в них, переход от явно нечеловеческих морд к относительно человеческим, хотя, и явно деградировавшим лицам. | «Модель для Пикмана»                      |
| Безымянное богохульство                     | Nameless blasphemy                    | Колоссальное чудовище с пылающими глазами; держа в костлявых лапах человека, вгрызалось в его голову, как в леденец. У него собачья морда с торчащими ушами, плоским носом, истекающими слюной губами; чешуйчатые лапы, заплесневелое тело, копыта. | «Модель для Пикмана»                      |
| Армия муравьев                              | Ant-like army                         | Существа изображенные на картины, которые роем вырывались из подземных тоннелей метро Бостона. | «Модель для Пикмана»                      |
| Черный контур                               | Black outline                         | Неясный черный силуэт, который облетел вокруг дома на утесе и исчез во мгле. | «Загадочный дом на туманном утёсе»        |
| Коньки, тритоны, Нереиды, моллюски.         | Skates, newts, Nereids, molluscs.     | Без описания | «Загадочный дом на туманном утёсе»        |
| Гнорри                                      | Gnorri                                | В сумрачном море в Илек-Ваде обитают бородатые Гнорри с плавниками, которые роют таинственные лабиринты. | «Загадочный дом на туманном утёсе»        |
| Проклятые и Пагубные твари                  | Damned and Noxious things             | Воскрешенные мертвецы, заперты на дне колодца, казалось, состоят из разных частей тела, воют и царапают когтями стены. | «Случай Чарльза Декстера Варда»           |
| Зуги                                        | Zoogs                                 | Дивные маленькие летающие существа, что обитают в Зачарованном лесу. Воюют с кошками. | «В поисках неведомого Кадата»             |
| Бесформенные чёрные твари                   | Shapeless black things                | Личинки Иных богов, которые обитают в эфире. | «В поисках неведомого Кадата»             |
| Жабообразные твари                          | Toad-things                           | Скользкие серо-белые безглазые твари с розовыми щупальцами на конце тупой морды, меняющие размер тела. Проводят ритуалы жертвоприношений. | «В поисках неведомого Кадата»             |
| Кошки                                       | Cats                                  | Кошки могут перемещаться на Луну, хотя, они опасаются кошек с Сатурна, заключивших перемирие с жабами. | «В поисках неведомого Кадата»             |
| Ночные призраки                             | Night-gaunt                           | Отвратные черные твари с гладкой лоснящейся кожей, мерзкими изогнутыми внутрь рогами, перепончатыми беззвучно хлопающими крыльями нетопырей, уродливыми цепкими лапами и колючими хвостами, которыми они угрожающе щелкают, точно бичами. Летят не проронив ни звука, ни смешка и даже не улыбки, ибо у них вместо лиц лишь блеклое пятно. Беззвучно махают крыльями и щекочут жертву – ибо таковы их повадки. | «В поисках неведомого Кадата»             |
| Дхолы или Бхолы.                            | Dhole, Bholes.                        | Невидимые извивающиеся хищники с щупальцами, обитающие в Подземном мире Страны снов. Появляются в рассказе «Белые люди» Артура Мейкена. | «В поисках неведомого Кадата»             |
| Гули                                        | Ghoul                                 | Антропоморфные существа, которые обитают в Подземном мире, питаются трупами, говорят на языке гулей. | «В поисках неведомого Кадата»             |
| Гуги                                        | Gugs                                  | Безголосых великанов с глазами на усиках и огромной зубастой пастью, рассекающей их головы напополам по вертикали. | «В поисках неведомого Кадата»             |
| Гасты                                       | Ghast                                 | Мерзкие хищные твари, передвигающиеся на двух задних лапах, которые умирают на свету, а их морды без носа и лба. | «В поисках неведомого Кадата»             |
| Красноногие вампиры                         | Red-footed wamp                       | Обитают в мертвых городах Бодрствующего мира. Гули избегают их. | «В поисках неведомого Кадата»             |
| Шантак                                      | Shantak-bird                          | Огромные лошадиноголовые и чешуйчатокрылые птицы. По легенде, праотец Шантаков обитает в куполе древнего храма и насылает на любопытных мучительные сны, и выходит на охоту по ночам. | «В поисках неведомого Кадата»             |
| Лунные твари                                | Moon-beast                            | Похожи на безглазых жаб с вибрирующими короткими розовыми щупальцами на конце тупой морды. Слепые и немые. Исполинские серо-белые скользкие твари, сокращаются и расширяются, постоянно меняют форму. Некогда жили на безымянном острове, где стоят статуи львов и Сфинксов, охраняют лестницу к Великой Бездне. | «В поисках неведомого Кадата»             |
| Подводные твари                             | Submarine lurkers                     | Хищные морские твари, которые обитают в море возле Саркоманд. | «В поисках неведомого Кадата»             |
| Гороподобные статуи                         | Mammoth bobbing shape                 | Статуи двухголовых гиеновидных существ, сидящих полукругом, где обитают гаргульи. Горы-сторожа оживают и бросаются следом за путником. | «В поисках неведомого Кадата»             |
| Рогатые чёрные летуны                       | Horned black flyers                   | Летающие дикие существа, которые обитают в высоких норах зазубренных серых вершинах горы Кадат. | «В поисках неведомого Кадата»             |
| Чернокрылые                                 | BlackWing                             | Огромные летающие существа, темного цвета, не видимы на фоне луны, управляют ветром. | «Очень старый народ», «За гранью времен». |
| Поздние произведения                        |                                       | |                                           |
| Чернокрылые и Бесы с крыльями летучих мышей | Black Winged Ones and Bat-winged imps | Летающие чудовища, их призывают служители Культа Ктулху. Внешне похожи на белый гриб со светящимися глазами. | «Зов Ктулху»                              |
| Цвет                                        | Colour                                | Газообразный пришелец, прибыл на Землю внутри метеорита. Появляется как цвет, который лишь условно можно назвать таковым. Притягивал свет и создавал странный эффект. Сияние его весьма странного цвета. Окраска загадочного луча, вздымавшегося к небу сквозь плотные клубы испарений была внеземного цвета, как ядро зловещего метеорита. Перемещался как влажная обжигающая струя пара. Урожающе выпирал в небо бледный, мертвенный луч все того же дьявольского света. | «Цвет из иных миров»                      |
| Уилбур Уэйтли                               | Wilbur Whateley                       | Верхняя часть тела наполовину антропоморфная: торс имеет покров, сходный с панцирем аллигатора или крокодила. Спина разукрашена черно-желтыми узорчатыми разводами — как у змей. Нижняя часть тела покрыта шкурой и густой черной шерстью, а из брюшины произрастают десятка два странно изогнутых зеленовато-серых щупалец с красными присосками. Рудиментарные глаза глубоко посажены в обрамленных розоватыми ресничками орбитах на бедрах. Рядом с хоботообразным хвостом в пурпурных кольцевых отметках нечто вроде недоразвитой пасти. Ноги как у доисторических ящеров. При дыхании окрас хвоста и щупальца ритмично меняла цвет.             | «Ужас Данвича»                            |
| Брат Уилбура                                | Wilbur's brother                      | Гигантское невидимое чудовище, больше амбара, весь из каких-то витых канатов, в форме куриного яйца, десять ног, как свиные головы. Жидкий как кисель. Огромные выпученные глаза, а вокруг них десять ртов, величиной с газовую плиту, серые, с синими или лиловыми кольцами. Осьминог, сороконог, паук, нечто вроде него. У него огромное получеловечье лицо колдуна Уэйтли. | «Ужас Данвича»                            |
| Ми-Го                                       | Mi-Go                                 | Ярко-розовые крабообразные и грибовидные аномальные существа из Иного измерения. Их называют «Крылатые», «Эти самые», «Древние», но сами себя они называют «Внешние». Похожи на крабов или ракообразных, примерно 1,5 метра длиной, тела покрыты панцирем, у них много пар конечностей, на спине находятся широкие плавники, напоминающие перепончатые крылья, — как у летучих мышей; на месте головы находится нечто изогнутое и яйцеобразное, увенчанное множеством коротких усиков-антенн и щупальцами. На своих массивных крыльях они летают в эфирных пространствах космоса.                                                                    | «Шепчущий во тьме»                        |
| Доэлы                                       | Doels                                 | Неведомые существа. Связаны с Псами Тиндалоса. | «Шепчущий во тьме»                        |
| Гончие псы Тиндала                          | Hounds of Tindalos                    | Неведомые существа. Создатель Фрэн Белнэп Лонг, впервые описавший этих жутких существ в рассказе «Псы Тиндала» (1929). | «Шепчущий во тьме»                        |
| Старцы                                      | Old Ones                              | Древнейшие существа, создатели жизни на многих планетах. У них сверхпрочная кожа, похожая на морскую звезду голова, бочкообразное тело с множеством щупалец и лженогой, а сзади пара веерообраных складных крыльев. Они полностью материальные существа, имеющие много общего с растениями, которые размножаются при помощи спор — как папоротникообразные. Издавали трубные звуки. Быстро перемещаются и парят на своих крыльях в космосе. | «Хребты Безумия», «За гранью времен».     |
| Шогготы                                     | Shoggoths                             | Бесформенные существа, состоят из желеподобной пузырчатой вязкой массы. Меняют форму, очертания, объем: то уничтожая, то создавая органы слуха, зрения, речи, во всем подражая хозяевам, — Старцам. Многоклеточная протоплазма, способная под гипнозом образовывать нужные временные органы. Воплощение «чужого», инородного организма, какие любят изображать фантасты, напоминало движущийся состав, если смотреть на него с платформы метро. Тёмная громада, усеянная ярко светящимися разноцветными точками, кошмарная чёрная блестящая тварь, длиною пятнадцать футов, которая слабо иллюминировала, образуя тысячи вспышек зеленоватым светом. | «Хребты Безумия»                          |
| Потомки Ктулху                              | Spawn of Cthulhu                      | осьминогоподобные пришельцы из бездны в глубинах космоса. Построили циклопический город Р’льех, жили на суше. | «Хребты Безумия»                          |
| Глубоководные                               | Deep Ones                             | Амфибии в Иннсмуте. Похищают жителей города и поклоняются Дагону. Они серовато-зеленого цвета с белыми животами. Осклизлые и покрытые чешуей. Видом лишь отдаленно напоминают антропоидов, тогда как головы их рыбьи, с выпуклыми глазами на маловыразительной морде. На шее у них жабры, а на лапах перепонки. | «Тень над Иннсмутом»                      |
| Бурый Дженкин                               | Brown Jenkin                          | «Маленькая косматая тварь», фамильяр ведьмы. Похожее на крысу с человеческим лицом. Говорит на всех языках. Посыльный Черного человека. | «Грёзы в ведьмовском доме»                |
| Черный человек                              | The Black Man                         | Таинственный персонаж, идентифицируется «незапамятная фигура, представитель или посланник скрытых и ужасных сил — от Черного человека из Культа ведьм и Ньярлатхотепа из "Некрономикона"». Одет в бесформенное платье. Оставляет странные следы копыт. | «Грёзы в ведьмовском доме»                |
| Живые сущности                              | Living entities                       | Похожие морскую звезду, вертикальные бочкообразные тела сужающиеся к концам, с тонкими спицами, расходившимися из центра, как от ступицы колеса. Ростом 2,5 метра. Цилиндр на концах имеет по шарику, с пятью плоскими треугольной формы лучами, наподобие лучей морской звезды. Лучи лежат в горизонтальной плоскости, передвигаются на своих нижних лучах, изгибая их наподобие паучьих лапок. Жили в мире с тремя звездами. | «Грёзы в ведьмовском доме»                |
| Великая раса Йит                            | Great Race Yith                       | Форма неизвестна. Раса свободного сознания. С помощью проекционных машин перемещают разум во времени и пространстве, захватывают народы. Захватили разумных конусовидных существ (вымерших в древности), а их сознания вытеснены в старые тела Великой расы на гибнущую планету. Стирают память, но все же люди о них узнали. | «За гранью времён»                        |
| Летающие полипы                             | Elder race of half-polypous           | Полуматериальные существа, прибыли 600 млн лет назад из далекой Вселенной. Строили циклопические города с черными башнями и уничтожали всё живое. Не имеют зрения и воспринимают окружающий мир как не визуальную систему образов. Сверхпластичны, левитируют, могут стать невидимыми и вызывать ветер. | «За гранью времён»                        |
| Растительные существа                       | Vegetable entities                    | Похожие на луковицы растительные существа обитающие на Меркурии. | «За гранью времён»                        |
| Разум с Венеры                              | Mind from Venus                       | Раса существ, которые будут жить в далеком будущем на Марсе. | «За гранью времён»                        |
| Паукообразные насекомые                     | Arachnid                              | Раса существ, которые будут жить в далеком будущем, на умирающей Земле. | «За гранью времён»                        |
| Раса рептилий                               | Reptilian                             | Дочеловеческая цивилизация, обитали в Валусии. Предшествовала расе мохнатых существ. Создатель Роберт Говард. | «За гранью времён»                        |
| Черноголовые крылатые существа              | Black-snouted, winged creatures       | Раса существ, которые будут жить в будущем, после явления ползучего хаоса, когда Великая раса Йит покинет планету. | «За гранью времён»                        |
| Гиперборейцы                                | Hyperborean                           | Дочеловеческая цивилизация, обитали в Гиперборее. Поклонялись Тсатхоггуа. Создатель Кларк Эштон Смит. | «За гранью времён»                        |
| Киммерийцы                                  | Cimmerians                            | Дочеловеческая цивилизация, жили в Хайборийской эре. Поклонялись Сету. Создатель Роберт Говард. | «За гранью времён»                        |
| Чо-Чо                                       | Tcho-Tchos                            | Группа племен почти человеческих аборигенов, омерзительные на вид. Появились в творчестве Августа Дерлета. Их можно найти в в Индо-Китае, Бирме, на островах Андерман, Тибете и Малайзии. Они генетически произошли от людей, но имеют ярко-красную кожу и другие отличия. | «За гранью времён», «Ужас в музее»        |
| Скиталец тьмы                               | Haunter of the Dark                   | Потусторонняя сущность, говорит через Сверкающий Трапецедрон. Нечто, что не может находится на свету. Воздействует на разум. У него трехдольчатый горящий глаз. | «Обитающий во Тьме»                       |

### Произведения Лавкрафта написанные в соавторстве
| Название                                 | Название на английском                       | Описание | Произведение              |
| ---------------------------------------- | -------------------------------------------- | --- | ------------------------- |
| Темные парящие формы                     | Dark vaporous forms                          | Темные парящие формы собирались вступить в схватку с деревьями в Ином мире. | «Зелёный Луг»             |
| Пан, Нимфы, Музы, Вакханки               | Pan, Nymph, Muses, Bacchae                   | Без описания | «Поэзия и Боги»           |
| Злой Дух вод бьющегося океана            | Malignant spirit from the pounding ocean     | Сущность обитающая в водах разрушительного водоворота. | «Крадущийся Хаос»         |
| Фавн                                     | Faun                                         | Полубог, который источал сияние в тени ветвей дерева. | «Крадущийся Хаос»         |
| Морской монстр                           | Marine Monster                               | Морское чудовище, обитатель почти невероятных морских глубин, возможно, тысяч футов. Монстр обладал одним светящимся глазом. | «Ужас на Мартинз Бич»     |
| Вервольф                                 | Werwolf                                      | В него превращался Василий Украйников, добрый с виду старик с худощавой фигурой. | «Пожиратель призраков»    |
| Сфинкс                                   | Sphinx                                       | Нечто грязно-жёлтое, косматое, двигается с судорожной манерой. Величиной с гиппопотама. У него нет шеи, пять лохматых голов растут в ряд из туловища в форме цилиндра. Из головы вылетают щупальца; словно ястребы набрасываются на пищу и хватают её непомерно большими порциями. | «Погребённый с фараонами» |
| Мумии гибридов животных                  | Mummies of animal hybrids                    | Мумии быков, кошек, ибисов, крокодилов, бегемотов. | «Погребённый с фараонами» |
| Черный призрак                           | Dark Ghost                                   | Воплощение зла, незримый призрак с рогами, окутанный чернильной тьмой и обжигающий холодом. | «Слепоглухонемой»         |
| Чёрная тень                              | Black shadow                                 | Гигантский силуэт жуткой черной тени, отвратительно дергаясь, поднимающейся из могилы. | «Две черные бутылки»      |
| Нечто в Лунном свете                     | Thing in the Moonlight                       | Вместо лица у него был Белый конус, окруженный тесьмой кроваво-красных щупалец… конусолицее чудовище запрокинуло голову и в льющемся лунном свете холодно завыло. Второе существо упало на четвереньки и побежало прямиком на героя. | «Нечто в лунном свете»    |
| Змей                                     | Snake                                        | Существо, которое необычайно долго жило в больнице. Похож на змеелюдей. | «Проклятие Йига»          |
| Жители К’наа или К’ньяна                 | People of K’n-yan or Xinaián                 | Смуглолицые воины, похожие на индейцев. Лица отличия от индейских племен. Общаются посредством «радиации мыслей». Стали бессмертными в процессе эволюции в течение двух миллионов лет, возраст некоторых достигает 500—1000 лет. Используют короткие мечи и дезинтегрирующие лучи. | «Курган»                  |
| Им-бхи или Вайм-баи                      | Y’m-bh                                       | Реанимированные трупы, при помощи электричества, управляемые силой мысли. Касс рабов в Подземном мире. Им недоступен дар бессмертия, их число растет. Их отличает собачья преданность и послушание. Участвуют в боях гладиаторов. От них ничего не требуется и кроме как в пищу их нигде не используют. | «Курган»                  |
| Жители Йота                              | People of Yoth                               | Класс высокоразвитых существ, рогатые и четырехлапые твари из земель Йота, освещаемых красным светом. | «Курган»                  |
| Жители Н’кай                             | People of N’kai                              | Похожая на жаб древнейшая раса К'няна, от которой произошли все остальные. Нечто неизвестное их всех погубило, а их мир Н’кай заняли аморфные существа, как комья слизи, произвольно принимающие любую форму. Сами они не походили на жабообразного Тсатхоггуа, но тоже поклонялись ему. | «Курган»                  |
| Гйаа-йотн                                | Gyaa-yothn                                   | Четвероногие единороги с мощным туловищем, покрытые длинным белоснежным мехом, с рудиментарным отростком рога в центре лба. В приплюснутых носах и пухлых губах угадывается примесь человеческой крови. Существах с зачаточным рогом во лбу были искусственно выведенными получеловеческими гибридами. | «Курган»                  |
| Норт-Йидик                               | Noth-Yidik                                   | существо или божество. | «Ужас в музее»            |
| К'тхун                                   | K’thun                                       | существо или божество. | «Ужас в музее»            |
| Шамблер или Межпространственный бродяга  | Dimensional Shambler                         | Монстр из Иного измерения. Материализуется в пространстве, нематериальным на ощупь, — его нельзя коснуться. Шамблеры могут быть призваны определёнными заклинаниями. Они охотятся на жертву, используя гипноз и могут открыть портал в своё родное измерение, где адски жарко и течёт магма. | «Ужас в музее»            |
| Шамблет                                  | Shambleth                                    | Путешественник в космосе. Это слово близкое к Шамблер из рассказа «Ужас в музее». | «Врата серебряного ключа» |
| Клешнерукие пыхтящие существа            | Clawed, snouted beings                       | Диковинная раса с планеты Йаддит с длинными загнутыми клешнями. Их тела изогнуты как у гигантского насекомого, сморщенные и покрытые жесткой чешуей. В то же время в них имеется карикатурное сходство с человеческой фигурой. Существа могли жить тысячелетия. | «Врата серебряного ключа» |
| Картер-существа                          | Carter-beings                                | Бесконечное число существ в пространстве и времени, созданных из самого Картера. Среди них попадались Картеры люди и Картеры животные и растения, позвоночные, и беспозвоночные, обладающие сознанием, и лишенные его, Картеры земляне, и Картеры обитатели иных планет, семена вечной жизни, заброшенные в бескрайность космоса, и пролетающие от одного мира к другому, от одной вселенной к иной. И в то же время все они были им самим.                     | «Врата серебряного ключа» |
| Сущность с Китанила                      | Kythanil being                               | Существо сомнительной формы с планеты Китанил. | «Врата серебряного ключа» |
| Существо c Шонхи                         | Shonhi being                                 | Существо из отдаленной галактики Шонхи. Трансгалактический мир, который часто посещали жители Яддита. | «Врата серебряного ключа» |
| Четырёхмерный газообразный разум         | Four-dimensioned gaseous consciousness       | Разум из далекого пространство-временного континума. | «Врата серебряного ключа» |
| Растительный мозг с кометы               | Vegetable brain on a dark radio-active comet | Мозг с кометы, которая постоянно вращается по неисчислимой орбите. | «Врата серебряного ключа» |
| Летучие разумы из спиральных туманностей | Vaporous brains of the spiral nebulae        | Существо из туманностей космоса, известное по непереводимому знаку. | «Врата серебряного ключа» |
| Муха-дьявол                              | Devil-flies                                  | Искусственно выведенный гибрид Цеце. В теле насекомого пребывала душа умершего. | «Крылатая смерть»         |
| Ящерицы Якит                             | Yakith-lizard                                | Фон Юнтц пишет, что это древняя раса. Т'ьюог изобразил магическую формулу на коже этих ящериц. | «Вне времени»             |
| Отродья Юггота                           | Yuggoth-spawn                                | без описания | «Вне времени»             |
| Оорн                                     | Oorn                                         | Выносящий суждения и разгадывающий загадки. Существо крайне сомнительной природы, был виртуальным правителем Зета. Очевидно, он находился где-то во внешней бездне, но однажды ночью прибыл в Зет, где был заточен шамитскими жрецами. Оорд был странным аспектом, который мог мимикрировать. | «Сокровище зверя-чародея» |
| Анатас                                   | Anathas                                      | Неописуемое чудовище, обитающее в Пещере Трех Ветров. Никто не мог быть уверен в истинном облике Анатаса. | «Сокровище зверя-чародея» |
| Тень                                     | Shadow                                       | Невообразимая туманность в которой появились части смутного существа, явно неземного характера, в грандиозности своей недоступного охвату взором смертного, явления бесконечно чуждого, чудовищного и ужасного. Виднелась мерзкая бесформенная лапа, пальцы или щупальца которой отвратительно простирались вперед, | «Дерево на холме»         |
| Жители Внешнего космоса                  | Outer Space being                            | Инопланетяне с шестью глазами, жужжащими антеннами и носовыми щупальцами, меняющими цвет на оранжевый от страха. | «Коллапсирующий космос»   |
| Йекубианцы                               | Yekub                                        | Высокоразвитая цивилизация червей из Внешнего космоса. Заселили все обитаемые планеты их Галактики. Скользили на своих многочисленных парах задних лап, в то время как передняя часть поднималась вертикально, и расположенные на ней лапки служили в качестве рук. Вдоль спинного хребта располагался затейливый гребень и похожий на опахало хвост из серой мембраны. Шею окаймляло кольцо гибких красных шипов, их дрожание производило звенящие звуки арфы. | «Вызов извне»             |
| Раса конусов                             | Cone-shaped race                             | Инопланетяне, похожие на конусы, могли мысленно путешествовать в пространстве и времени. При помощи технологии кубов открыли странные виды перемещений. Спустя 50 миллионов лет отправили свои разумы в бесконечно далекое будущее, чтобы избежать опасности, исходящей изнутри Земли. | «Вызов извне»             |
| Забытый                                  | Forgotten One                                | Хранитель ключей к вратам Безымянного города, где жила Великая раса покинувшая Землю. | «Дневник Алонсо Тайпера»  |
| Первобытные                              | Primal Ones                                  | Существа из древнего и забытого города Йан-Хо. | «Дневник Алонсо Тайпера»  |
| Люди-ящеры                               | Man-lizards                                  | Отдаленно похожие на рептилий существа на Венере. Благодаря окраске неразличимы на фоне джунглей. Имеют гладкое, чешуйчатое тело, головой напоминающей морду тапира. Строят города с башнями и храмами, вооружены мечами и отравленными дротиками. Всегда нападают группами, стараясь взять верх числом. | «В стенах Эрикса»         |
| Рыбьи твари                              | Fish-things                                  | Амфибии, страшные и неведомые твари, рассекающие толщу мрачных морских глубин. | «Ночной океан»            |

### Дописанное Августом Дерлетом
| Название                                                       | Название на английском                                          | Описание | Произведение                       |
| -------------------------------------------------------------- | --------------------------------------------------------------- | --- | ---------------------------------- |
| Дриады, гарпии, гномы, эльфы, нимфы, великаны, титаны, вендиго | Dryads, harpies, gnomes, elves, nymphs, giants, titans, wendigo | Без описания | «Затаившийся у порога»             |
| Пауки Атлач-Нача                                               | Atlach-Nacha spider                                             | Без описания. Создатель Кларк Эштон Смит. | «Затаившийся у порога»             |
| Рептилия                                                       | Reptilian                                                       | Получеловек-полуящерица, мутировавший ученый. Одежда разорвана и перекручена, будучи не в силах сдержать натиск подвергшейся чудовищным мутациям плоти. Кожа на суставах ороговела, ладони и босые ступни плоские, очень широкие и завершаются огромными когтями. У него длинный хвост и борода. | «Единственный наследник»           |
| Скелет                                                         | Skeleton                                                        | Медленно распадающийся на отдельные кости скелет. В затылке его было круглое отверстие от пули. Косточки каждая в отдельности шевелились, затем оторвались от трупа, быстро пересекли комнату и одна за другой канули в ночь, дабы воссоединиться с останками чудовищного пришельца. | «День Уэнтворта»                   |
| Черный кот Бэлор                                               | Black cat Balor                                                 | Фамильяр колдуна, мог увеличиваться и уменьшаться в размере, от обыкновенного кота до льва. | «Наследство Пибоди»                |
| Обитатели песков                                               | Sand dwellers                                                   | Человекообразное существо с непомерно большими глазами и ушами, на редкость шершавой кожей, будто, в нее въелся пустынный песок. Худое, как скелет, ребра выпирают наружу, а лицо напоминало забавного австралийского медведя-коалу. Жили в поселении, где было много людей, в том числе, женщины. | «Окно в мансарде»                  |
| Спрут                                                          | Octopoid                                                        | Невообразимый монстр, со множеством щупалец и студенистым телом. Гигантский аполлион осьминог. | «Окно в мансарде»                  |
| Великая раса                                                   | Great Race                                                      | Конусы 10 футов высотой, растения, морщинистые конусы. Раса свободного сознания, могут жить в любом теле. Их родной облик подобен лучу света, Головы и клешнеобразные конечности располагаются в верху тела. Двигаются сжимая и расширяя толстую вискозную «подошву» внизу тела. | «Пришелец из космоса»              |
| Наблюдатели                                                    | Watchers                                                        | Инопланетяне, следят за «пленными сосзнаниями», а Контролер сохраняет сведения о них в тайне при помощи аппарата, который стирает память. | «Пришелец из космоса»              |
| Древоподобные люди с Венеры                                    | Tree-men from Venus                                             | Без описания | «Пришелец из космоса»              |
| Полурастительная раса с Антарктики                             | Half-vegetable race                                             | Без описания | «Пришелец из космоса»              |
| Люди-муравьи с Марса                                           | Ant-like beings from Mars                                       | Без описания | «Пришелец из космоса»              |
| Лягушка                                                        | Frog                                                            | Гибрид человека и лягушки с безволосой, грубой, дубленой шкурой. У него тупая жабья физиономия, перепончатые ладони, мощные, длинные лягушачьи лапы. Чудовищный взгляд и холодные рыбьи глаза. Мог годами жить без пищи и быстро увеличивать размер тела. | «Комната с заколоченными ставнями» |
| Обитатели моря                                                 | Sea-dwellers                                                    | Полулюди-полулягушки, говорят с призвуками, похожими на лягушачье кваканье, со свистом и хлюпаньем. У них широкий щелеобразный рот, тусклые глаза навыкате, длинные волосы, за ушами жабры; ноги и руки с перепонками; кожа на лице, как у людей, а тело цвета моря. Поют гимны во славу Дагона. | «Рыбак с Соколиного мыса»          |
| Ведьма                                                         | Witсh                                                           | Сущность, захватывающая тело человека, смутная аморфная масса. На миг показались длинные щупальца. В воздухе расползалось подобие темного облачка и оно начало обретать форму. Нечто, выделявшееся темнотой даже на фоне ночного неба. Ещё секунда — и черная комета прорезала небосвод, стремительно уносясь к далеким созвездиям Гиад, туда, откуда она однажды была вызвана колдуном, чтобы обрести своего хозяина. | «Ведьмин лог»                      |
| Лилит                                                          | Lilith                                                          | Суккуб, выглядит как старуха. Ее неподвижное лицо казалось как бы висящим в бесконечной дали пустого пространства, оно не выражало никаких эмоций и было лишено всякого выражения, словно окаменело, и только глаза казались живыми. В миг превратилась в кипящую от бешенства старую каргу. | «Тень в мансарде»                  |
| Конусообразные монстры                                         | Cone monster                                                    | Переливавшиеся всеми цветами радуги конусообразные тела 10 футов с широким основании конуса. Толстая складчатая кожа покрыта подобием чешуи, из верхушки конуса выступают четыре гибких отростка, толщиной в фут, что сжимаются почти до минимума и вытягиваться, достигая десятифутовой длины. На их концах нечто вроде огромных клешней, а третий оканчивается четырьмя ярко-красными раструбами. На голове тонкие серые стебельки с утолщениями, похожие на цветочные бутоны, а чуть пониже их — восемь гибких бледно-зеленых щупальцев. Функционируют сами по себе, вне всякой связи с другими частями тела. | «Ночное братство»                  |
| Бесформенная тварь                                             | Abominable shape                                                | Кости, обрастая плотью, меняли форму: они превращались в черного кота, чудовище со щупальцами, гигантскую свиноматку, обнаженную блудницу. В итоге оно превратилось в жуткую чешуйчатую тварь с лицом миловидной женщины. | «Тайна среднего пролёта»           |
| Морское существо                                               | Sea-thing                                                       | Обитатели моря (англ. Sea-dweller). При свете вечерней зари в волнах мелькали чудища, похожие и на рыб и на людей. Там была женщина весьма необычной окраски — цвета той самой голубой глины — и мужчина. Морские существа плескались в волнах, ныряли и всплывали на поверхности, а потом ушли на глубину. | «Иннсмутская глина»                |
| Осиьминогоподобное существо                                    | Octopus-like being                                              | Огромное существо неземного вида. Но в равной степени существо и отличалось обычных осьминогов. | «Наблюдатели»                      |

## Последователи «Мифов Ктулху»

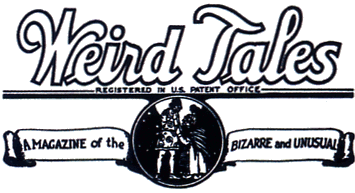
Журнал Weird Tales

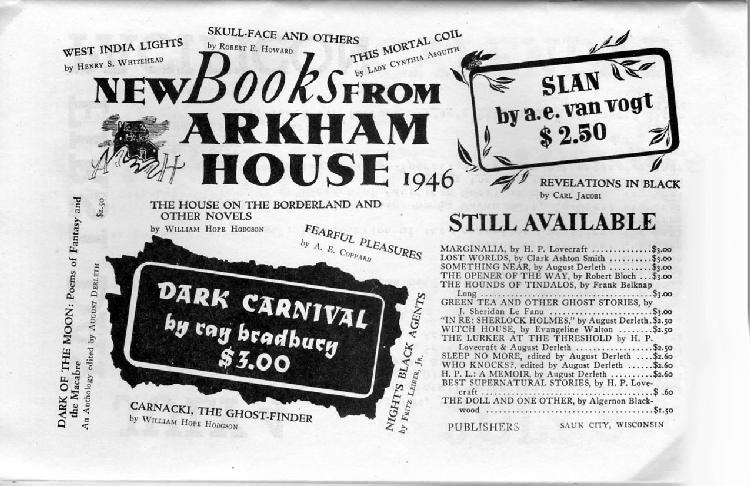
Arkham house

Последователи «Мифов Ктулху» создавали множество вымышленных существ по мотивам работ Лавкрафта. Следует их разделять существ Лавкрафта и то как они представлены в работах других авторов. Август Дерлет формализовал «Мифы Ктулху», он добавил многих нечеловеческих существ и космических божеств. Дерлет специально для этого создал издательство «Arkham house» и выпустил в 1950-1960-х годах незавершенные рассказы Лавкрафта. Писатели из «Круга Лавкрафта» посвятили некоторые произведения творчеству Лавкрафту, при этом они внесли новые принципы и элементы[прояснить]. Многие из их работ были опубликованы в «Weird Tales».   
Последователи «Мифов Ктулху» расширяли Вселенную Лавкрафта и добавляли своих вымышленных существ, иногда в очень упрощенном виде. Не всегда писатели сохраняют оригинальное описание Лавкрафта. Некоторые авторы создавали существ по мотивам произведений «Круга Лавкрафта». Иногда существа заимствуют описание сразу нескольких других авторов и отсылают к произведениям не из жанра ужасов. В дальнейшем многие писатели присоединились к этой литературной игре и создавали своих вымышленных существ в межавсторском цикле «Мифы Ктулху».   
| Название                                | Название на английском                      | Описание | Автор                       |
| --------------------------------------- | ------------------------------------------- | --- | --------------------------- |
| Артна                                   | Aartna                                      | Металлические инопланетные существа, населяющие различные планеты, расположенные в скоплении Плеяды, прислужники Великого Древнего Гтуханаи. | Дж. Б. Ли                   |
| Адумбрали                               | Adumbrali                                   | Внепространственные существа, которые появляются как сферы тьмы. | Роберт А. В. Лаундс         |
| Айхаис                                  | Aihai                                       | Гуманоиды с Марса. | Крарк Эштон Смит            |
| Алскали                                 | Alskali                                     | Безволосые гипнотические существа, похожие на циклопов, с мертвенно-серой кожей, огромными руками и когтистыми ногами. Cлуги Ньярлатхотепа. | Ролевая игра Зов Ктулху     |
| Армандра                                | Armandra                                    | Дочь божества Итакуа, похожа на красивую рыжую женщину с перепончатыми ступнями, удаленными хирургически, так что теперь они выглядят как человек. Могущественная волшебница и одна из главных служителей Итаквы. | Брайан Ламли                |
| Дочери Атлач-Нача                       | Atlach-Nacha Daughters                      | Огромные ядовитые пауки, черные, за исключением зеленых и золотых полос на брюшке. Ранее они были людскими женщинам, но пережив укус смертоносного паука получили «метку паука» и изменились. Служат Атлач-Начу, Паучьему Богу, помогая ему плести Великую паутину. | Крарк Эштон Смит            |
| Азаготы                                 | Azagoths                                    | Чудовищные, бесформенные массы внутренностей с четырьмя щупальцами, наделенные острыми когтями и огромным циклоптическим глазом в красной окантовке. У него есть несколько глаз поменьше, разбросанных по их отвратительному телу. |                             |
| Блафнагиды                              | Blaphnagidae                                | змееподобные существа с черной планеты Йядот (Yadoth). | Лоренс Дж. Корнфорд         |
| Зверь Аверуа                            | Beast of Averoigne                          | Появился в французском княжестве Аверуа, в частности на Вион и Шим, после падения зловещей красной кометы в 1369 году. У него нет собственного тела, но ему нужно завладеть телом другого, чтобы насытиться, преображая хозяина в черную как смоль полугуманоидную фигуру, окруженную адским нимбом огненного света. Конечности становятся как змеи и отращивают острые когти. Шея становится змеевидной, а голова как у рептилии. | Крарк Эштон Смит            |
| Существа Ксиклотля                      | Beings of Xiclotl                           | Ужасающие, странно похожие на растения плотоядные гиганты. | Рэмси Кемпбел               |
| Бгнгхаа-Йту-Яддит                       | Bgnghaa-Ythu-Yaddith                        | Гигантский червь Дхоул, замученный обитателями Яддита в Святилище Нуга в туманности Зликариоб (или Зликрарлор, согласно транскрипции). | Роберт Прайс                |
| Отпрыски Эйхорта                        | Broodlings of Eihort                        | Гештальт-существа, выводок из миллионов белых пауков-отпрысков божества Эйхорта, который выглядит как мертвенно-бледный, полностью безволосый человек. | Рэмси Кемпбел               |
| Братья Чаугнар Фаугна                   | Brothers of Chaugnar Faugn                  | Раса существ, которые напоминают уменьшенные версии Чоннара Фауна. | Фрэнк Белнэп Лонг           |
| Бьяхи                                   | Byakhee                                     | Летающие существа, напоминают человеческие трупы с крыльями летучей мыши, похожие на шершней. | Август Дерлет               |
| Бятис                                   | Byatis                                      | У Биатис только один глаз, как у циклопа, и когти, как у краба... нос, как у слонов из Африки, и огромные змееподобные наросты, свисающие с лица, как борода какого-то морского чудовища. | Роберт Блох и Рэмси Кемпбел |
| Карден Бард                             | Carden the Bard                             | Добровольный кельтский слуга-нежить Глааки. | Ролевая игра Зов Ктулху     |
| Чакота                                  | Chakota                                     | Сущности, состоящие из десятков человеческих лиц, объединенных в толстую цилиндрическую червеобразную массу болезненных мускулов с пурпурными прожилками. | Ролевая игра Зов Ктулху     |
| Дети Сфинкса                            | Children of the Sphinx                      | Субкульт Братства Черного Фараона. | Ролевая игра Зов Ктулху     |
| Дети ветра                              | Children of the Wind                        | Грязные существа, обитающие в регионах, подверженных сильным ветрам. Обитают во дворце в пустыне Сирии, в Городе Семи Ветров. Знают Ирем, Город Столпов. | Ролевая игра Зов Ктулху     |
| Хтонийцы                                | Chthonians                                  | Гигантские черви, похожие на кальмаров, описаны в повести «Роющие недра» («The Burrowers Beneath»). | Брайан Ламли                |
| Ползучие (или Черви, которые ходят)     | Crawling Ones (or The Worms that Walk)      | Выглядите как люди, сделанные из крошечных червей. | Ролевая игра Зов Ктулху     |
| Существо на вершине фронтона            | Creature Atop Gables                        | Черный, похожий на горгулью демон со змеиными глазами и большими перепончатыми крыльями, отходящими от каждой из шести пар рук, под которыми и вокруг которых извиваются десятки длинных змеиных щупалец. |                             |
| Ктулхи                                  | Ctulhi                                      | Это название Потомков Ктулху, которое дает им Брайан Ламли в повести «Путешествие Титуса Кроу». | Брайан Ламли                |
| Ктунунд Улетс                           | Cthunund Uleths                             | Межпланетные путешественники, меняющие форму, массы полупрозрачной серовато-зеленой тины (как шогготы). Поклоняются Вултуму на планете Марс. | Ролевая игра Зов Ктулху     |
| Темные младые Шуб-Ниггурат              | Dark Young of Shub-Niggurath                | Ужасающие, черные, как смоль, чудовища, сплошь состоящие из липких щупалец. Ростом с дерево (3-6 метров) на нескольких парах коренастых копытных ног. Масса щупалец торчит из их туловища там, где обычно должна находится голова, а сморщенные пасти, с которых капает зеленая слизь, покрывают у них бока. Примерно напоминают деревья по силуэту: стволы представляют собой короткие ноги, а верхушки представлены тягучими, ветвящимися телами. Издают запах разверзшесей могилы. Обычно обитают в лесах везде, где действует культ Шуб-Ниггурат. Иногда их принимают за Шогготов. | Роберт Блох                 |
| Деш                                     | Desh                                        | Существо в Гипербореи из иного измерения. Имеет безгранично много форм. Парит в невидимом пространстве вокруг нас и не знает о нашем присутствии, как и мы о них. Описаны только две формы: Малая и Большая. Они состоят из твердой материи, но полупрозрачны и постоянно то появляются, то исчезают из поля зрения. | Ролевая игра Зов Ктулху     |
| Драион Трол                             | Dhraion Throl                               | Темнокожие пушистые гуманоиды, обитающие на планетарной системе в Малом Магеллановом Облаке, посетившие Землю в палеозое. | Уолтер ДеБилл мл.           |
| Домааг Т’ил                             | Domaag T’eel                                | Инопланетная масса, состоящая из лженожек, обитающая внутри Луны и способная изменять ее орбитальное движение. | Ролевая игра Зов Ктулху     |
| Сновидцы Гипноса                        | Dreamlings of Hypnos                        | Сверкающие, разноцветные шары кружащегося, потрескивающего света, размером с кошку. Они пульсируют и дрожат, постоянно стреляя маленькими копьями материи. |                             |
| Друм-Ависта                             | Droom-Avista                                | Истинная форма не описана, но, вероятно, это великий демон, которого следует призвать как джинна. | Генри Каттнер               |
| Обитатели глубин                        | Dwellers in the Depths                      | Раса поистине ужасных земноводных существ, служат Древним богам: Ктулху, Дагону, Гидре, Итогту и Зот-Оммогу. Выглядят как безглазые, раздутые ужасы с восемью щупальцами и четырьмя ногами. Вместо глаз есть только один губчатый орган в центре лба, а рот кажется беззубым, но снабжен крошечными щупальцами. | Рэмси Кэмпбел               |
| Пожиратель душ                          | The Eater of Souls                          | Полубог и демон, ужасно отвратительный, с белым волосатым телом, деформированной головой, черными глазами и огромными паучьими конечностями. Создан союзом Древних и Друм-ависта. Плотоядный. Подчиняет гипнозом жертв следовать за ним в вечном рабстве. Явился с темного солнца. Уничтожил планету Бел Ярнак. Ему поклоняются гидроманты. | Генри Каттнер               |
| Огненные вампиры                        | Fire vampires                               | Появляются в виде крошечных точек света, которые зажигают все, к чему прикасаются либо вспышек малиновых молний, которые сжигают разумных существ. | Дональд Вандри              |
| Фтагуа                                  | Fthaggua                                    | Жрец Ктугха. Огромный мерцающий шар холодного синего пламени, вокруг которого летают красные огненные вампиры. Живёт на голубой комете Ктинга (англ. Ktynga). | Дональд Вандри              |
| Рыбак Извне                             | Fishers from Outside                        | Более похожий на птиц вид, нежели шантаки, хотя у них одна нога, сверкающий циклопический глаз и отвратительный крючковатый клюв с клыками. Поклоняются Грот-Голку и Мномкве. Обитают в пещерах на Луне. Их отец — отвратительный Куумьягга. | Лин Картер                  |
| Туманное порождение                     | Fog-Spawn                                   | Межпространственные существа, обитающие на закрытых приливами планетах, вращающихся вокруг темных звезд в туманных облаках. Ми-Го привезли их на Землю. |                             |
| Приемники Древних                       | Fosterlings of the Old Ones                 | Мутировавшие потомки человеческих женщин и божеств. С помощью особого ритуала Древние боги посылают сон, который проникает в утробу беременной женщины, изменяя структуру плода. Ребенок много лет проводит как нормальный человек, пока однажды не превращается в нечто более похожее на своего инопланетного родителя. | Рэмси Кемпбел               |
| Гн’чт’тяахт                             | Gn’cht’tyaacht                              | Живущий на деревьях гуманоид около семи футов ростом, но худой и долговязый, с длинной заостренной головой, огромными когтями и острыми зубами. | Ролевая игра Зов Ктулху     |
| Бог красных потоков                     | God of the Red Flux                         | Аватар своего Хозяина, — инопланетной энергии, живущей внутри сияющей пирамиды. Проявляется как парообразная красная сущность. Обитает в тропических лесах Центральной Африки. У него есть сила превращать людей в зомби-слуг, Людей-деревьев М'бва, которые почитают его. | Дональд Вандри              |
| Гурла-я                                 | Gur'la-ya                                   | Огромная тень с сверкающими красными глазами, превращает черепа жертв в зеленые светящиеся камни с иероглифами. | Джерри Бейкер               |
| Блаженный или Гоф’н хупадх Шуб-Ниггурат | Blessed or Gof’nn hupadgh of Shub-Niggurath | Видоизмененные люди, которые служили Шуб-Ниггурат. | Рэмси Кемпбел               |
| Гемофоры                                | Haemophores                                 | Маленькие существа-вампиры с перепончатыми руками и ногами. |                             |
| Охотники извне                          | Hunters from Beyond                         | Внепространственные туманные сущности, появляющиеся в виде обширных волнистых желеобразных масс, пузырящейся грязи, испарений. Также могут иметь звероподобную антропоидную форму и быть источником индуистских легенд о Ракшасе или африканских народных сказок о Чемосите. | Кларк Эштон Смит            |
| Умный Моллюск                           | Intelligent Mollusk                         | Телепатическая раса существ, населяющих моря Венеры в далеком будущем. | Брайан Ламли                |
| 'Итрия                                  | 'Ithria                                     | Звездообразные инопланетяне-грибы, уроженцы Бетельгейзе, посетившие Землю в докембрии во время борьбы с Рлоэда. | Ролевая игра Зов Ктулху     |
| Кадарьяк Кепф                           | Kadariak Kepf                               | Существа раньше обитали в районах древнего Египта и Ближнего Востока. Встречаются только в древних гробницах или ужасно изолированных участках глубочайших пустынь. Выглядят как безротые человеческие трупы с когтистыми руками и ужасным круглым ртом в груди, где должно быть сердце. | Ролевая игра Зов Ктулху     |
| Хал'кру                                 | Khal'kru                                    | Древнее существо. Темный осьминогообразный пришелец, похожий на скандинавского Кракена. | Авраам Мерритт              |
| Книгатин Жаум                           | Knygathin Zhaum                             | Отродье Тсатхоггуа. Абориген, не имеющий костей. Кажется он скользит, а не ходит. Изменяет форму так, что части тела перемешиваются и отращивает щупальца. | Кларк Эштон Смит            |
| Крэнг                                   | Krang                                       | Древнее существо. Инопланетное чудовище, коричневое, дремлет в гигантском мавзолее и защищает сокровища древнейших планет. | Роберт Барлоу               |
| Уроженцы Л’ги’x или Л’ги’xцы            | Natives of L’gy’hx or L’gy’hx               | Многоногие металлические существа в форме куба, населяющие планету L’gy’hx (Уран). | Рэмси Кемпбел               |
| Лексур'ига-серр'рот                     | Lexur'iga-serr'roth                         | Фотофобное чудовище с крыльями летучей мыши, тысячеглазой деформированной головой и огромной пастью. | Джон Прескотт               |
| Ллойгор (особь)                         | Lloigor (species)                           | Невидимые вихри живой силы, похожие на рептилий, из Андромеды. Жили в Лемурии и Му. Использовали людей в качестве рабов (см. Ктатанов). Их иногда называют «Невидимые со звезд». Они могут стать похожими на летающие полипы. Ими правил Гатанотоа, возможно, через спаривание с богом Ллойгором. | Колин Уилсон                |
| Скрытень в Звездном бассейне            | The Lurker in the Star Pool                 | Один из Миллиона Избранных Ньярлатхотепа. Обитает в Звездных прудах, почитаем в культе Парящего Ужаса. Очень подвижный, имеет большие перепончатые крылья для полета и придатки для плавания или ходьбы по суше. Вид существа кажется массой множества независимых извивающихся и извивающихся чудовищ. | Альфред Анджело Аттанасио   |
| Мбасуи Гванду                           | M'basui Gwandu                              | Чудовище с глазами паука и крыльями летучей мыши. | Аарон Полсон                |
| Миллион Избранных                       | Million Favored Ones                        | Существа, которые, как говорят, являются потомками Ньярлатхотепа. | Лин Картер                  |
| Мортллх                                 | Mortllgh                                    | Блестящая сфера, плавающая в центре вращающегося вихря острых, как бритва, металлических лезвий. | Энтони Уоррен               |
| Мландот и Мрил Торион                   | Mlandoth and Mril Thorion                   | Без описания | Уолтер ДеБилл мл.           |
| Мири-Нигри                              | Miri-Nigri                                  | Гуманоиды-амфибии, которых создал Чанар Фаугн. Они являются древними прародителями народа Чо-Чо. | Фрэнк Белнэп Лонг           |
| Нагаэ                                   | Nagäae                                      | Жабоподобные слуги Кьёги. | Эдди С. Бертин              |
| Нарратот Забытый                        | Narrathoth the Forgotten                    | Высокий, беловатый и похожий на рептилию гуманоид, крупнее человека, с одним трехлепестковым глазом. Слуга Ктулху, способен исполнять желания, как джинн. | Уилл Мюрей                  |
| Ниот-Коргай                             | Nioth-Korghai                               | Внеземной плотоядный монстр, которого держит в плену король Оссару в Зотике. Внеземные водные существа, питающиеся жизненной силой человека. | Лин Картер                  |
| Н’рат-Гол                               | N’rath-Gol                                  | Один из бесчисленных прислужников Ньярлатхотепа — вероятно, Миллиона Избранных — обитающий на темной планете К’и-Лих, олицетворяющий Хаос. | Артур В. Брич               |
| Ньягоггуа                               | Nyaghoggua                                  | Расплывчатое, темное существо, похожее на Кракена из Песни об Исте. Обитает в открытом космосе. | Роберт А. В. Лаундс         |
| Никрама                                 | Nycrama                                     | Высокое чудовище, похожее на личинку, с сотнями когтистых усиков, находится в изгнании в параллельном измерении. | Джон В. Паттерсон           |
| Ни’ган Грии                             | Ny’ghan Grii                                | Светящиеся, сферические, циклопические существа из иного измерения. Передвигаются ползком и плавают в густом тумане или хладе, что их сопровождает. | Генри Каттнер               |
| Наши дамы скорби                        | Our Ladies of Sorrow                        | «Наши Скорбящие Леди» или «Три Матери», — три могущественных сущности из Миллиона Избранных Ньярлатхотепа: Mater Lachrymarum («Богоматерь слез»), старшая, за ней следует Mater Suspiriorum («Богоматерь вздохов») и младшая Mater Tenebrarum («Богоматерь тьмы»). Породили множество легенд о ведьмах, тройственной богине, судьбах, горгонах и трех странных сестрах-дочерях тьмы Шекспира (ведьмах). | Томас ДеКуинси              |
| Паразиты или Дитя И’голонака            | Parasites or Child of Y’golonac             | Мясистые паукообразные ужасы с разинутой пастью, служащие И’голонаку. | Ролевая игра Зов Ктулху     |
| Пнеф-Тааль                              | Pneeph Taal                                 | Древнее существо. Густой клубящийся туман, питается белками органических существ. Пришел 500 000 000 лет спустя после зарождения Земли. Был запечатан Старшими богами в глубоком колодце на Земле – в наше время это место у Мглистого озера близ Брамвелла. | Ричард Ф. Сирайт            |
| Фарол Черный                            | Pharol the Black                            | Выглядит как черный клыкастый демон с щупальцами вместо рук. | Лин Картер                  |
| Рыгнту                                  | Rhygntu                                     | Раса роющих гуманоидов-рептилий, напоминающих монстра гила. Они создали сеть глубоких подземных галерей в центральной части Соединенных Штатов (в основном в Оклахоме) и поклоняются разрушительному Внешнему Богу Йомагн’То. |                             |
| Птар-Акстлан                            | Ptar-Axtlan                                 | Таинственная сущность, связанная с зооморфными оборотнями, особенно с кошками-оборотнями. | Джеральд В. Пейдж           |
| Раандизе                                | Raandeese                                   | Акулы-гуманоиды. | Грегори Николл              |
| Седмеллук                               | Sedmelluq                                   | Колоссальный светящийся червь с головой в форме морской звезды, обитающий в Антарктиде и обслуживаемый Ми-го. | Майкл Маррак                |
| Змеиный человек                         | Serpent Person                              | Полу-змеи, вступили в конфликт с доисторическими людьми. Сначала жили в Шуггоне в мезозойские времена, но когда тот был разрушен (65 млн до н. э.), они переселились сначала в Валусию (Турианский континент), а затем небольшие очаги расселились по всему миру (вероятным местонахождением была Америка). | Роберт Говард               |
| Слуги Глааки                            | Servants of Glaaki                          | Зомби-нежить, которые служат существу Глааки. | Рэмси Кемпбел               |
| Слуги Внешних Богов                     | Servitors of the Outer Gods                 | Существа разнообразной формы, бездумно танцующие вокруг трона Азатота в центре вселенной. | Август Дерлет               |
| Жители С’глуо                           | Denizens of S’glhuo                         | Высокие голубоватые гуманоиды с пустыми глазами и бескостными пальцами; на самом деле сущности, сделанные из живого звука. | Рэмси Кемпбел               |
| Ссс’хаа                                 | Sss’haa                                     | Лидер змеиного народа Валузии. | Лин Картер                  |
| Пять Вайен                              | The Five Vaeyen                             | Квинтет статуй, похожих на стервятников, которые одновременно охраняют и изолируют божество Кьёгу. | Эдди С. Бертин              |
| Шан (Насекомые из Шаггая)               | The Shan (Insects from Shaggai)             | Напоминают крупных насекомых. | Рэмси Кемпбел               |
| Шиста                                   | Shista                                      | Древнее существо. Меняющее форму существо, является в виде пятиногого краба с паучьей головой и браслетами на конечностях. | Роберт Барлоу               |
| Пожиратели космоса                      | The Space-Eaters                            | Чудовищная межзвездная раса, появляющаяся в виде мерцающих столбов извилистых лучей света. | Фрэнк Белнэп Лонг           |
| Формирующее дерево                      | The Shaping Tree                            | Отвратительное древовидное чудовище с ветвями- крысиными хвостами и странными пустулами. Превращает людей в желеобразные аморфные массы, переносчики его отпрысков. Находится в Австралии и, возможно, связано с Шуб-Ниггурат. | Дэвид Коньерс               |
| Порождение зеленой бездны               | The Spawn of the Green Abyss                | Отродья Зеленой Бездны выглядят как голубоватая слизь с различными и изменчивыми чертами: сущности, подобные шогготам, но высокоразвитые и разумные. Живут в морях и океанах Земли, в водных обществах, которыми правит их королева Зот-Сира. | К. Холл Томпсон             |
| Черви, которые ходят                    | The Worm That Walks                         | Отвратительное существо, похожее на человеческий труп с когтями, зеленого, черного и синего цвета, с свисающими из него капающими кусками плоти | Сэнди Петерсен              |
| Отродье Тсатоггуа                       | Spawn of Tsathoggua                         | Выглядит бесформенная как желеобразная, меняющая форму, черная слизь. | Кларк Эштон Смит            |
| Отродье Книгатин Жаума                  | Spawn of Knygathin Zhaum                    | Пораженные порчей гуманоиды, бескостные, меняющие форму и размер. Скорее скользят, чем двигаются. | Кларк Эштон Смит            |
| Звездный вампир (Шамблёр со звёзд)      | Star vampire (Shambler from the Stars)      | Невидимое левитирующее чудовище-вампир с множеством присосок и двумя огромными когтями. | Роберт Блох                 |
| Тарапития                               | Tharapithia                                 | Славянское и угорское богоподобное существо, светолюбивое и роющее исчадие благоговение в Средние века. | Адриан Шепард               |
| Тоннельщик внизу                        | Tunneler Below                              | Раса червеобразных существ длиной с человека и толщиной с его бедра. Вдоль их тел расположены многочисленные пары крошечных полупрозрачных крыльев, которые непрерывно вибрируют. Безглазые существа с круглым ртом и акульими зубами. Это существа, обладающие огромными псионическими способностями, особенно телепатией, которую они используют, чтобы вторгаться в сны, красть воспоминания и мысли нежелающих и общаться с духами. Обладают ненасытной жаждой познания Мифов. | Фриц Лейбер                 |
| Тру`нембра                              | Tru'nembra                                  | Бесформенный флейтист Азатота. Состоит из живого звука и его появление вызывает какофонию страха и ужаса. | Скотт Дэвид Аниоловски      |
| Танароа                                 | Thanaroa                                    | Древнее существо. Таинственная злая сущность, в форме стола ослепительного света, обитает в руинах Нан Мадола, Понапе. Схож с Тангароа. | Авраам Мерритт              |
| Туум’ха (жители Иб)                     | Thuum’ha (Beings of Ib)                     | Зеленые гуманоиды, похожие на жаб, с студенистыми телами и изумрудными глазами. | Ролевая игра Зов Ктулху     |
| Тсалал                                  | Tsalal                                      | Бесформенная тьма, пронизывает реальность и управляет жизнью людей, хотя они этого не осознают. Тсалал название полярного острова в романе «История Артура» По. | Томас Лиготти               |
| Убб                                     | Ubb                                         | Лидер планарий-подобных уббов. Большое водное существо, хтонический, бледно-серый слизняк с большим ртом, полным роговидных зубов и окруженный щупальцами. Обитает в холодных районах Тихого океана вместе с остальной частью своей расы. Поклоняются Зот-Оммогу, чья могила находится на Понапе. | Лин Картер                  |
| Уторукс                                 | Utoruks                                     | Древняя раса, которая когда-то населяла планету Солнечной системы, что давно исчезла согласно нечестивому договору Ньярлатхотепа. Гуманоиды ростом более 10 футов, с толстым мускулистым туловищем, подвешенным на двух опорообразных ногах. |                             |
| Воорми                                  | Voormi                                      | Двуногие, похожие на йети, населяющие гору Воормитадрет в Гиперборее. | Кларк Эштон Смит            |
| Ксертс                                  | Xerts                                       | Инопланетная раса, напоминающая извивающиеся зеленые туманы, освещенные изнутри неестественным светом. В этой форме ксерты могут перемещаться между межпространственными областями за пределами обычного пространства-времени. | Джон Оссовей                |
| Вендиго                                 | Wendigo                                     | Существо в дикой местности западного Онтарио, Канада. Очень быстро передвигается и сбрасывает жертву с огромной высоты. | Алджернон Блеквуд           |
| Проклятие Вутоккуана                    | Wuthoqquan’s Bane                           | Большой бесформенный зверь, скрывающийся в канализации Коммориома. | Кларк Эштон Смит            |
| Ксатагорра                              | Xathagorra                                  | Мерзкое многообразное существо с огромным размахом крыльев. | Фред С. Адамс               |
| Ксиурн                                  | Xiurhn                                      | Крылатое существо, похожее на ленивца, с ужасным лицом. | Гари Маерс                  |
| Й’лаг                                   | Y’lagh                                      | Раса водных пловцов с ластами и щупальцами, отдаленно напоминающие медуз. Слуги Ктулху, отродье сестер из Р’льех, Обитают на побережье Калифорнии. | Рэндалл Д. Ларсон           |
| Й’натоггуаны                            | Y’nathogguans                               | Чешуйчатые гуманоиды с тигроподобными лицами и щупальцами вместо усов. Слуги Куягена и управляют его рабами-людьми. Живут в Антарктиде, Америке и затерянном континенте Куи. | Криспин Бернхэм             |
| Илидхимы                                | Илидхимы                                    | Существа, которых создал Афум-Жах, выглядящий как огромное ледяное пламя. Обитали за Полярным кругом и в Гиперборее. | Лин Картер                  |
| Юггцы                                   | Yugg                                        | Существа, напоминающие белых планарий, похожих на плоских червей. | Лин Картер                  |
| Йтхтх-Гуггл’инг                         | Ythth Ghuggl’ingh                           | Некогда человек-жрец Ньярлатхотепа, ужасным образом превратившийся в вампира. Его лицо наделено жилистыми придатками, желтыми глазами и клювом. | Рэндалл Д. Ларсон           |
| Зот-Сира и Йот-Кала                     | Zoth-Syra & Yoth-Kala                       | Оба выглядят как бесформенные, многоногие, морские чудовища, телепаты. Йот-Кала имеет хлыстообразный придаток с единственным сферическим глазом. | К. Холл Томпсон             |